# Klimasch-Passage
Die Klimasch-Passage (bulgarisch проток Климаш protok Klimasch) ist eine 1,9 km breite Meerenge im Archipel der Südlichen Shetlandinseln. Sie verläuft zwischen Table Island und den Bowler Rocks im Nordwesten und dem Morris Rock, dem Chaos Reef und den Aitcho-Inseln im Südosten.
Britische Wissenschaftler kartierten sie 1968, bulgarische 2009. Die bulgarische Kommission für Antarktische Geographische Namen benannte sie 2013 nach der Ortschaft Klimasch im Südosten Bulgariens.